# سیدنی (فلوریدا)
سیدنی (به انگلیسی: Sydney) یک منطقهٔ مسکونی در ایالات متحده آمریکا است که در فلوریدا واقع شده‌است. سیدنی ۲۸٫۰۴ متر بالاتر از سطح دریا قرار دارد.